# Герб Санта-Комби-Дана
Ге́рб Са́нта-Ко́мби-Да́на — офіційний символ міста Санта-Комба-Дан, Португалія. Використовується як територіальний герб. У синьому щиті дві золоті оливкові гілки, схрещені в основі, з чорними оливками. У главі щита срібний голуб із розкритими крилами, червоними лапами і дзьобом. Обабіч нього два золотих виноградних грона зі срібними листками. Внизу щита шестиарковий срібний міст, повернений кутом до центру. На правому боці мосту чотири арки, на лівому — дві. Під мостом вода, у вигляді чотирьох срібних і трьох синіх хвилястих смуг, що перетинають підніжжя щита. Щит увінчує срібна мурована міська корона з п'ятьма вежами.  Під щитом біла стрічка, на якій великими літерами напис португальською: «Santa Comba Dão» (Санта-Комба-Дан).  Офіційно затверджений 30 липня 2002 року. Створений на основі попереднього містечкового герба, ухваленого 4 січня 1936 року. 

## Галерея

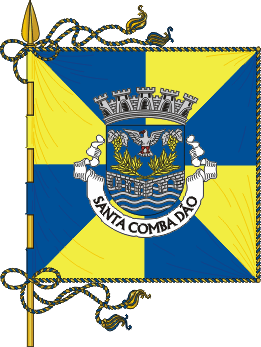
Прапор